# Parachalciope euclidicola
Parachalciope euclidicola là một loài bướm đêm trong họ Noctuidae.